# Luca Fancelli

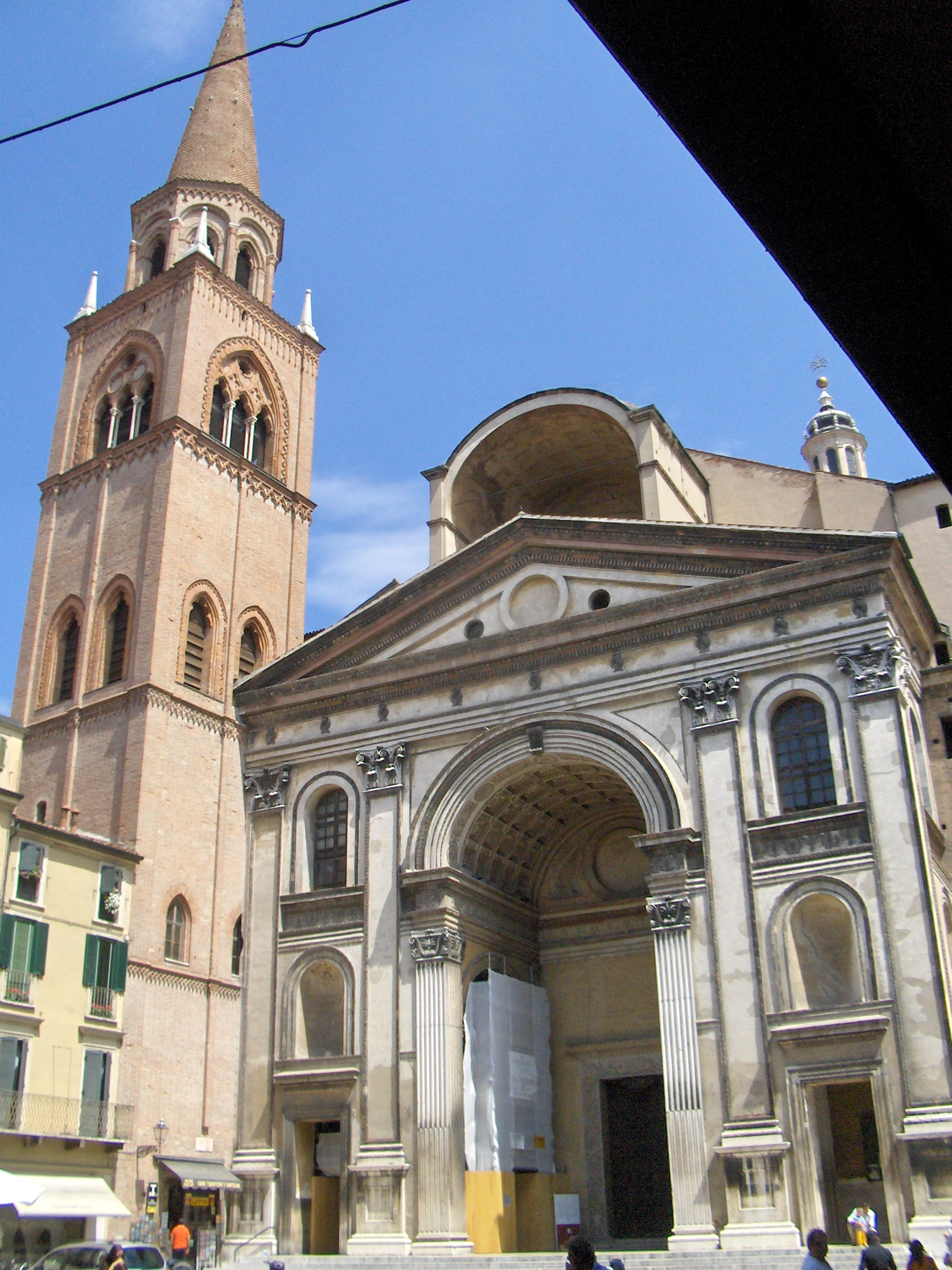
Basílica de Sant Andreu (Màntua).

Lucca Fancelli (Settignano, c. 1430 – Florència, c. 1502) va ser un arquitecte i escultor del renaixement italià.
La major part de la seva vida i obra es desconeix. S'afirma que va realitzar l'aprenentatge dels oficis de construcció i de pedra picada i que va estudiar amb Brunelleschi.
Les Vite de Giorgio Vasari estan en l'origen de bona part dels equívocs sobre Lucca Fancelli, principalment en atribuir el disseny del Palau Pitti a Brunelleschi (que havia mort anys abans de començar les seves obres, per les quals s'hauria aplicat un projecte descartat pel Palau Mèdici-Riccardi). La historiografia recent, a causa de la llunyania de l'estil d'aquest autor a les formes del Palau Pitti, ho atribueix a Lucca Fancelli.
També se li atribueix el disseny de les tribunes de la basílica de la Santíssima Anunciada de Florència, encara que aquesta atribució és controvertida.
El 1450 Fancelli es va traslladar a Màntua, on es va treballar en la cort de Lluís III Gonzaga. La cort dels Gonzaga de la segona meitat del XV era un centre artístic de primera magnitud, per la qual van passar Pisanello, Mantegna, Perugino i Leon Battista Alberti. En ella, Lucca Fancelli va arribar a ser mestre d'obres i arquitecte supervisor de les esglésies de Sant Sebastià (1460), i Sant Andreu (1472), ambdues projectes d'Alberti, però en les quals la intervenció de Fancelli va ser significativa, especialment en la de Sant Andreu, que es va començar a aixecar poc després de la mort d'Alberti.
Frederic I Gonzaga li va encarregar dissenyar un complex d'estades per al nou palau de Màntua, a l'ala corresponent a la torre del rellotge, coneguda com a Domus Nova. La tasca de construcció el va ocupar entre 1478 i 1484. El palau no es va acabar fins al segle xvii.
Des de 1494 no hi ha més registres escrits sobre Fancelli.